# レパルティミエント
レパルティミエント（スペイン語: Repartimiento、スペイン語発音: [repartiˈmjento]、「分配」「割当て」の意味）は、スペイン領アメリカとフィリピンの先住民族に実施された、スペイン植民地の強制労働制度。レパルティミエントの概念はインカ帝国のミタ制やアンシャン・レジーム時期のフランスの賦役制度と似ており、先住民は毎年定められた期間（数週間から数か月）にスペイン領の農園、鉱山、オブラヘス（obrajes、「工房」）、公的プロジェクトなどに低賃金または無賃金で労働することを強制された。レパルティミエントは1542年のインディアス新法により、虐待的で道義に反する行為を促進しているとされるエンコミエンダ制に代わる形で制定された。労働者が他人に直接所有されているわけではなく、（強制労働の期間を除いて）自由民のままであり、さらに労働も継続してではなく断続して行われたことから、奴隷制とは厳密に違う。しかし、一部地域、特に16世紀のペルー副王領の銀鉱では奴隷制のような状況が続いた。カリブ海が植民地化された初期には後にエンコミエンダ制となる制度に「レパルティミエント」の語が使われたことから、混乱が生じることもある。
レパルティミエントは17世紀が始まるまでに、ヌエバ・エスパーニャ副王領全体でエンコミエンダ制に取って代わった。ペルーではエンコミエンダ制がもう少し長く残り、ケチュア語の「ミタ」（mita）という語が代わりに使われたこともあった。
レパルティミエントを実施するとき、コンキスタドール（後にはスペイン官僚または植民地人）は先住民労働者を与えられて、それを監督する。労働者たちは農園や鉱山で働き、フィリピンではマニラ・ガレオンを造る造船所で働くこともあった。労働者の「レパルト」（reparto、分配）を行うのは市のアルカルデ・マヨールであった。